# شاپرک کاراکالی
شاپرک کاراکالی (نام علمی: Agdistis karakalensis) نام یک گونه از تیره پرپرواران است.